# St. Clairsville (Pensilvania)
St. Clairsville es un borough ubicado en el condado de Bedford en el estado estadounidense de Pensilvania. En el año 2000 tenía una población de 86 habitantes y una densidad poblacional de 1,039.7 personas por km².

## Geografía
St. Clairsville se encuentra ubicado en las coordenadas 40°09′22″N 78°30′38″O / 40.15611, -78.51056.

## Demografía
Según la Oficina del Censo en 2000 los ingresos medios por hogar en la localidad eran de $20,833 y los ingresos medios por familia eran $22,500. Los hombres tenían unos ingresos medios de $17,500 frente a los $23,750 para las mujeres. La renta per cápita para la localidad era de $11,542. Alrededor del 2.4% de la población estaba por debajo del umbral de pobreza.